# Đồng Nai Thượng (tỉnh)
Đồng Nai Thượng là một tỉnh cũ ở Nam Trung Bộ, miền Trung Việt Nam.

## Lịch sử

### Chính quyền thực dân Pháp
Ngày 1 tháng 11 năm 1899, Toàn quyền Đông Dương Paul Doumer ra nghị định lập tỉnh Đồng Nai Thượng (Province du Haut-Donnaï) ở khu vực thượng lưu sông Đồng Nai, được giới hạn bởi biên giới của Nam Kỳ và của Campuchia, tách từ tỉnh Bình Thuận ra. Tỉnh lỵ đặt tại Di Linh (Djiring). Các công sứ Pháp lần lượt: A. Outrey (1900 - 1902), O'Connell (1902 - 1903). 
Ngày 11 tháng 9 năm 1903, Toàn quyền Đông Dương ra nghị định bãi bỏ tỉnh Đồng Nai Thượng, chuyển thành đại lý hành chính Di Linh, do đại diện của Garnier, Công sứ Bình Thuận cai trị. Đại diện đầu tiên là Laugier. Ngày 6 tháng 1 năm 1916: thành lập tỉnh Lâm Viên, gồm đại lý Đà Lạt mới lập lại và đại lý Di Linh, tách từ tỉnh Bình Thuận. Tỉnh lỵ đặt tại Đà Lạt.
Ngày 31 tháng 10 năm 1920: lập lại tỉnh Đồng Nai Thượng, tỉnh lỵ đặt tại Di Linh, cử O'Connell tiếp tục cai trị. Năm 1928, thời công sứ Cunhac, Pháp chuyển tỉnh lỵ tỉnh Đồng Nai Thượng về Đà Lạt. Năm 1941, khi lập lại tỉnh Lâm Viên, tỉnh lỵ đặt tại Đà Lạt thì tỉnh lỵ tỉnh Đồng Nai Thượng chuyển về Di Linh.

### Chính quyền Việt Nam Cộng hòa
Tháng 6 năm 1957, chính quyền Việt Nam Cộng hòa đổi tên tỉnh Đồng Nai Thượng thành tỉnh Lâm Đồng, sau khi đã tách một phần sáp nhập với thành phố Đà Lạt và tỉnh Lâm Viên, thành lập tỉnh Tuyên Đức.
Ngày 19 tháng 5 năm 1958, Tổng thống Việt Nam Cộng hòa ban hành Nghị định số 170-NV về việc đổi tên tỉnh Đồng Nai Thượng thành tỉnh Lâm Đồng.

### Chính quyềnViệt Nam Dân chủ Cộng hòa
Sau 1945, Chính quyền Việt Nam Dân chủ Cộng hòa nhập tỉnh Lâm Viên với tỉnh Đồng Nai Thượng thành tỉnh Lâm Đồng. Chính quyền Mặt trận Dân tộc Giải phóng miền Nam Việt Nam về sau cũng giữ nguyên phân cấp hành chính này.